# Epyllion
Epyllion (w gr. zdrobniała forma od epos) – w poezji greckiej i rzymskiej krótki utwór epicki pisany heksametrem lub dystychem elegijnym, poświęcony epizodowi mitologicznemu, związanemu z konkretnym bohaterem, często zawierający także wątek miłosny. 
Epyllion mógł liczyć do 600 wersów. Charakteryzował się obecnością uczonych dygresji (wplecionych zazwyczaj w wygłaszaną przez jednego z bohaterów mowę), posługiwał się także dialogiem. Pisany był stylem wzniosłym. 
Gatunek ukształtował się w literaturze greckiej (stworzenie go przypisuje się Kallimachowi, autorowi m.in. Hekale), kontynuowany był jednak także w literaturze rzymskiej. Epylliony znajdują się m.in. u Teokryta (Hylas, Herakliskus), Euforiona, Katullusa oraz w zbiorze Appendix Vergiliana. Gatunek nie był rozwijany w epoce nowożytnej; terminu epylion używano jednak w literaturze romantycznej jako synonimu terminu "powieść poetycka".